# Ancilla
Ancilla là một chi ốc biển, là động vật thân mềm chân bụng sống ở biển trong họ Olividae.

## Các loài
Các loài thuộc chi Ancillus bao gồm:
- Ancilla acuminata (G.B. Sowerby II, 1859)[2]
- Ancilla adelphe Kilburn, 1981[3]
- Ancilla albisulcata (G.B. Sowerby I, 1830)[4]
- Ancilla albozonata E.A. Smith, 1904[5]
- Ancilla ampla (Gmelin, 1791)[6]
- Ancilla boschi Kilburn, 1980[7]
- Ancilla castanea (G.B. Sowerby I, 1830)[8]
- Ancilla chrysoma Kilburn, 1981[9]
- Ancilla cinnamomea Lamarck, 1801[10]
- Ancilla djiboutina (Jousseaume, 1894)[11]
- Ancilla eburnea (Deshayes, 1830)[12]
- Ancilla exigua (G.B. Sowerby I, 1830)[13]
- Ancilla farsiana Kilburn, 1981[14]
- Ancilla faustoi H.R. Matthews, H.C. Matthews & Muniz Dijck, 1979[15]
- Ancilla giaquintoi Bozetti, 2006[16]
- Ancilla inornata (E.A. Smith, 1879)[17]
- Ancilla inornata (E.A. Smith, 1879)[17]
- Ancilla iota Kilburn, 1981[18]
- Ancilla lineolata (A. Adams, 1853)[19]
- Ancilla marmorata (Reeve, 1864)[20]
- Ancilla matthewsi Burch & Burch, 1967[21]
- Ancilla minima Thiele, 1925[22]
- Ancilla murrayi Kilburn, 1981[23]
- Ancilla ordinaria E.A. Smith, 1906
- Ancilla ovalis (G.B. Sowerby II, 1859)[24]
- Ancilla rouillardi Kilburn, 1981[25]
- Ancilla sarda (Reeve, 1864)[26]
- Ancilla scaphella (G.B. Sowerby II, 1859)[27]
- Ancilla sticta Kilburn, 1981[28]
- Ancilla taylori Kilburn, 1981[29]
- Ancilla testudae (Kilburn, 1977)[30]
- Ancilla thomassini Kilburn, 1981[31]
- Ancilla tronsoni (G.B. Sowerby II, 1859)[32]
- Ancilla ventricosa (Lamarck, 1811)[33]

Các loài được đưa vào đồng nghĩa
- Ancilla fasciata Reeve, 1864[34]: đồng nghĩa của Ancilla ordinaria E.A. Smith, 1906
- Ancilla maculata Perry, 1811: đồng nghĩa của Babylonia areolata (Link, 1807): Ốc hương
- Ancilla mauritiana G.B. Sowerby I, 1830: đồng nghĩa của Anolacia mauritiana (G.B. Sowerby I, 1830)
- Ancilla muscae Pilsbry, 1926: đồng nghĩa của Ancillista muscae (Pilsbry, 1926)
- Ancilla optima G.B. Sowerby III, 1897: đồng nghĩa của Amalda optima (G.B. Sowerby III, 1897)
- Ancilla pallida Perry, 1811: đồng nghĩa của Babylonia spirata (Linnaeus, 1758)
- Ancilla pura Sowerby, 1892: đồng nghĩa của Ancilla marmorata (Reeve, 1864)

## Hình ảnh

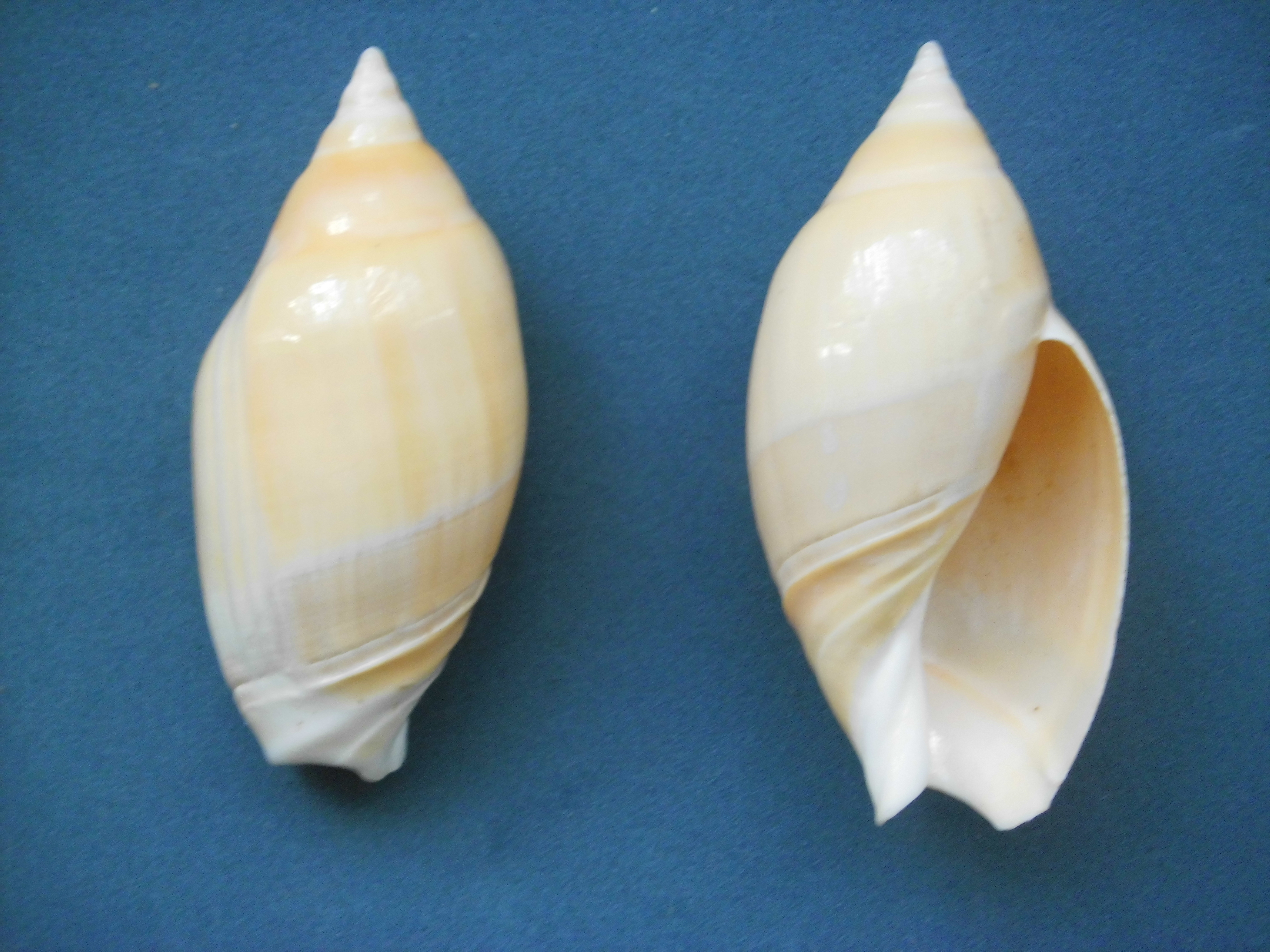
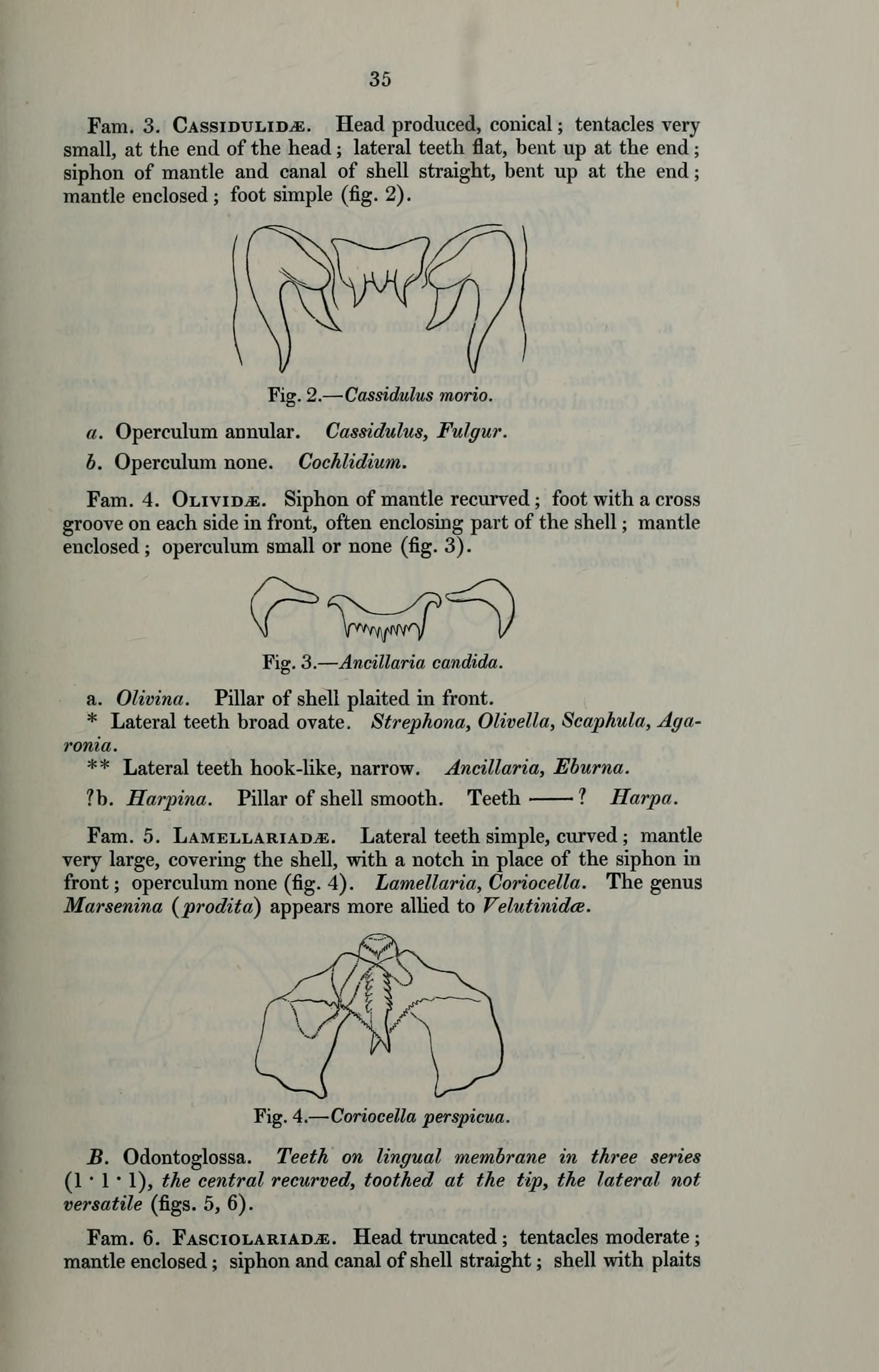